# Jan Johnson
Jan Johnson (Hammond, Indiana, 11 de noviembre de 1950-Atascadero, California, 23 de febrero de 2025) fue un atleta estadounidense, especializado en la prueba de salto con pértiga en la que llegó a ser medallista de bronce olímpico en 1972.

## Carrera deportiva
En los JJ. OO. de Múnich 1972 ganó la medalla de bronce en el salto con pértiga, con un salto por encima de 5.35 metros, quedando en el podio tras el alemán Wolfgang Nordwig que con 5.50 metros batió el récord olímpico, y su compatriota Robert Seagren (plata con 5.40 m).